# Callistosporium olivascens
Callistosporium olivascens är en svampart som först beskrevs av Jean Louis Emile Boudier, och fick sitt nu gällande namn av Marcel Bon 1976. Callistosporium olivascens ingår i släktet Callistosporium och familjen Tricholomataceae.   Inga underarter finns listade i Catalogue of Life.